# Joseph Noel Paton

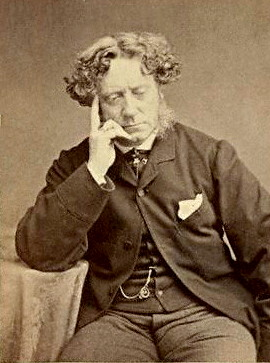
Joseph Noel Paton, 1866, Fotografie von Thomas Annan.

Sir Joseph Noel Paton FRSA, LL. D. (* 13. Dezember 1821 in Dunfermline; † 26. Dezember 1901) war ein schottischer Künstler. 

## Leben und Werk
Joseph Noel Paton entstammte einer Familie von Webern, die vor allem Damast herstellten und damit handelten. Für eine kurze Zeit war Joseph Noel Paton ebenfalls in diesem Geschäftsbereich tätigt. Er hatte jedoch einen starken künstlerischen Schaffensdrang und studierte 1843 für kurze Zeit an der Royal Academy of Arts in London. 
Er malte im Stil der Präraffaeliten und beschäftigte sich vor allem mit Sujets aus Geschichte und Märchen, außerdem malte er allegorische und religiöse Themen. Sein erstes Gemälde Ruth Gleaning wurde von Royal Scottish Academy 1844 ausgestellt. Er wurde mit einer Reihe von Preisen ausgezeichnet. Zwei seiner bekanntesten Werke – The Quarrel of Oberon and Titania (1846) and The Reconciliation of Oberon and Titania (1847) – befinden sich heute in der Scottish National Gallery. 
1850 wurde Paton zum Mitglied der Royal Scottish Academy. 1858 heiratete er Margaret Furrier. Aus der Ehe gingen sieben Kinder hervor. Von Queen Victoria wurde er 1867 als Knight Bachelor in den Adelsstand erhoben. 1878 erhielt er den Titel LL.D der University of Edinburgh.
Der älteste Sohn, Diarmid Noel Paton (1859–1928), wurde Professor für Physiologie an der University of Glagow. Sein zweiter Sohn, Drederick Noel Paton, ging nach Indien. 

### In memoriam
Unter dem Eindruck der Nachrichten über den Indischen Aufstand von 1857 stellte er auf der Sommerausstellung der Royal Academy sein Gemälde In memoriam aus. Dieses zeigt eine Gruppe von Frauen, die sich angesichts herannahender aufständischer Sepoys ängstlich aneinander klammern. Die Reaktion der Öffentlichkeit auf dieses Bild war angesichts der Nachrichtungen über die Belagerung von Kanpur und das Massaker im Bibighar so heftig, dass Joseph Noel Paton das Werk wieder zurückzog und übermalte. Der aufständische Sepoy wurde durch ein herannahendes schottisches Regiment ersetzt, was dem Betrachter ein glückliches Ende für die bedrängten Frauen suggerierte. Der Titel wurde durch Joseph Noel Paton ebenfalls geändert, er nannte es nun In Memoriam, Henry Havelock, nach dem britischen Offizier, der wesentlich an der Beendigung der Belagerung von Kanpur beteiligt war.